# Папирус Александра
Папирус Александра или «Романический папирус» (англ. Romance Papyrus, шифр Supplément grec 1294, Национальная библиотека Франции) — иллюминированный папирус, фрагмент неотождествлённого греческого романа. Формат 11,5 × 34 см. Датируется приблизительно I—II веками, один из старейших примеров иллюстрирования литературных текстов. Плохо сохранившийся фрагмент был обнаружен в Египте в конце XIX века. Долгое время хранился в частной коллекции во Франции, в 1902 году приобретён Национальной библиотекой.
Сохранившийся фрагмент содержит четыре колонки текста по 14 строк, крайние левые и правые сохранились хуже всего. Текст на древнегреческом языке, он не имеет аналогов среди сохранившихся памятников античной литературы. По-видимому, это фрагмент романа; в имеющемся отрывке двое персонажей спорят о деньгах и хотят судиться. Несколько сцен иллюстрированы, на первой изображены две фигуры, одна из них — в розовом — по-видимому, женская. Во второй сцене персонаж в синем, по-видимому, солдат, он подписан именем Деметрия, и судья, который подписан др.-греч. ὁ στρατηγός. Фигуры выполнены в штриховой технике и раскрашены четырьмя красками.